# Quan hệ Israel–Các Tiểu vương quốc Ả Rập Thống nhất
Israel và Các Tiểu vương quốc Ả Rập Thống nhất đã thông báo vào tháng 8 năm 2020 rằng họ đang thiết lập quan hệ ngoại giao đầy đủ trong một thỏa thuận do Hoa Kỳ làm trung gian, yêu cầu Israel dừng kế hoạch sáp nhập các phần của Bờ Tây. Một tuyên bố chung do ba quốc gia (UAE, Israel và Hoa Kỳ) đưa ra cho biết ba nhà lãnh đạo đã "đồng ý bình thường hóa hoàn toàn quan hệ giữa Israel và Các Tiểu vương quốc Ả Rập Thống nhất." "Kể từ tháng 8 năm 2020, có không có đường bay thẳng giữa Israel và Các Tiểu vương quốc Ả Rập Thống nhất, vì vậy tất cả các chuyến bay phải quá cảnh qua một nước thứ ba (chẳng hạn như Jordan); tuy nhiên, hai nước đã đồng ý bắt đầu các chuyến bay thẳng giữa các sân bay của họ. Vào ngày 16 tháng 8 năm 2020, Các Tiểu vương quốc Ả Rập Thống nhất lần đầu tiên thiết lập liên kết điện thoại với Israel bằng cách bỏ chặn quay số trực tiếp đến mã quốc gia +972 của Israel.
Trong những năm gần đây, quan hệ không chính thức của các nước ấm lên đáng kể và họ tham gia hợp tác không chính thức sâu rộng dựa trên sự phản đối chung của họ đối với chương trình hạt nhân của Iran và ảnh hưởng trong khu vực. Năm 2015, Israel đã mở một phái đoàn ngoại giao chính thức tại Abu Dhabi cho Cơ quan Năng lượng Tái tạo Quốc tế. Ngoài ra, do đại dịch COVID-19, nhiều hãng hàng không không hoạt động.

## Lịch sử

### Vấn đề Iran
Sau lễ nhậm chức của Tổng thống Hoa Kỳ Barack Obama vào năm 2009, các đại sứ của Israel và Các Tiểu vương quốc Ả Rập Thống nhất tại Hoa Kỳ đã đưa ra lời kêu gọi chung trong cuộc họp với cố vấn Trung Đông của chính quyền sắp tới để thúc giục một đường lối cứng rắn hơn của Hoa Kỳ đối với Iran. Obama dỡ bỏ các lệnh trừng phạt đối với Iran sau khi ký JCPOA.
Vào tháng 9 năm 2012, Thủ tướng Israel Benjamin Netanyahu đã gặp Bộ trưởng Ngoại giao Các Tiểu vương quốc Ả Rập Thống nhất Abdullah bin Zayed Al Nahyan tại Thành phố New York. Mặc dù họ nhất trí về mối đe dọa của Iran, Các Tiểu vương quốc Ả Rập Thống nhất từ chối công khai cải thiện quan hệ mà không có tiến triển trong tiến trình hòa bình Israel – Palestine.
Năm 2015, Đại sứ Israel tại Hoa Kỳ, Ron Dermer, đã thông báo ngắn gọn với người đồng cấp UAE Yousef Al Otaiba về việc Israel phản đối Kế hoạch Hành động Toàn diện chung và kêu gọi UAE có vai trò tích cực hơn trong việc phản đối thỏa thuận này.
Gần kết thúc nhiệm kỳ tổng thống Mỹ thứ hai của Obama, các cơ quan tình báo Mỹ đã biết về liên lạc qua điện thoại giữa các quan chức hai nước, bao gồm giữa Netanyahu và một nhà lãnh đạo cấp cao của UAE, và cuộc gặp giữa Netanyahu và lãnh đạo Các Tiểu vương quốc Ả Rập Thống nhất tại Síp, được chú trọng. về hợp tác chống lại Iran.
Sau khi Donald Trump được bầu làm tổng thống Hoa Kỳ, cả Israel và UAE đều vận động hành lang để có được sự hợp tác giữa Hoa Kỳ và Nga để kiềm chế ảnh hưởng của Iran ở Syria.
Vào tháng 6 năm 2017, các email bị rò rỉ cho thấy UAE và Ả Rập Xê Út hợp tác với Israel để chống lại Iran. Mối quan hệ thân thiết đã được thiết lập giữa UAE và Foundation for Defense of Democracies (FDD), một tổ chức tư tưởng ủng hộ Israel, tân bảo thủ, cũng được biết đến với ảnh hưởng của nó đối với chính quyền của Tổng thống Mỹ Donald Trump, nhằm "tìm cách cản trở khả năng của Iran trong việc tham gia vào các hoạt động kinh doanh với các công ty lớn trên thế giới".
Vào tháng 7 năm 2017, UAE đã làm trung gian cho một cuộc họp giữa tình báo Israel và Khalifa Haftar, người đứng đầu Quân đội quốc gia Libya, được UAE hỗ trợ trong Nội chiến Libya lần thứ hai, tại lệnh đàm phán viện trợ quân sự của Israel cho lực lượng của Haftar.
Vào tháng 3 năm 2018, Netanyahu đã gặp Otaiba và đại sứ Bahrain tại Hoa Kỳ tại một nhà hàng ở Washington, D.C., nơi vấn đề Iran được thảo luận.
Vào ngày 10 tháng 10 năm 2018, Dermer và Otaiba ngồi chung bàn trong bữa tối hàng năm của Viện Do Thái về An ninh Quốc gia Hoa Kỳ, nơi họ được nhìn thấy đang nói chuyện với nhau.

## Hiệp ước Abraham 2020
Vào ngày 13 tháng 8, Israel và Các Tiểu vương quốc Ả Rập Thống nhất đã ký một thỏa thuận do Tổng thống Hoa Kỳ Donald Trump làm trung gian. Theo thỏa thuận hòa bình, Israel và UAE sẽ thiết lập quan hệ ngoại giao đầy đủ, trong đó Các Tiểu vương quốc Ả Rập Thống nhất trở thành quốc gia Ả Rập thứ ba (sau Ai Cập và Jordan) được công nhận đầy đủ công nhận Israel. Là một phần của thỏa thuận, Israel đồng ý đình chỉ các kế hoạch sáp nhập Thung lũng Jordan. 
Giám đốc của Mossad, Yossi Cohen, đã bí mật đến Các Tiểu vương quốc Ả Rập Thống nhất nhiều lần trong hơn một năm để môi giới cho Hiệp ước Abraham.

## Sự cố
Vụ ám sát Mahmoud al-Mabhouh ở Dubai vào ngày 19 tháng 1 năm 2010, khiến Các Tiểu vương quốc Ả Rập Thống nhất kêu gọi truy bắt thông qua Interpol đối với Meir Dagan, giám đốc Mossad của Israel. Israel đã không phủ nhận cũng không xác nhận bất kỳ sự liên quan nào. Cảnh sát trưởng Dubai, Dhahi Khalfan Tamim, tuyên bố rằng tất cả du khách bị nghi là người Israel sẽ không được phép vào nước này, ngay cả khi họ đến bằng hộ chiếu nước ngoài. Sau vụ việc, Các Tiểu vương quốc Ả Rập Thống nhất sau đó đã đề xuất sửa chữa mối quan hệ bí mật của mình với Israel thông qua một thỏa thuận mà Israel sẽ cung cấp máy bay không người lái có vũ trang cho họ, nhưng điều này đã bị Israel từ chối do lo ngại rằng điều này sẽ gây phản cảm với Hoa Kỳ.

## Các hạn chế đi lại
Trong thời gian chưa chính thức công nhận Israel, Các Tiểu vương quốc Ả Rập Thống nhất không cho phép công dân Israel hoặc những người bị nghi là công dân Israel nhập cảnh vào Các Tiểu vương quốc Ả Rập Thống nhất, kể cả những người mang hộ chiếu Israel, trừ trường hợp quá cảnh. Tuy nhiên, công dân của bên thứ ba có tem hoặc thị thực của Israel trong hộ chiếu của họ được phép nhập cảnh. Không có các chuyến bay thẳng giữa Israel và Các Tiểu vương quốc Ả Rập Thống nhất, vì vậy tất cả các chuyến bay phải dừng lại ở một nước thứ ba, trung lập (chẳng hạn như Jordan), và không máy bay nào của Israel được phép vào không phận Các Tiểu vương quốc Ả Rập Thống nhất. Những hạn chế như vậy không áp dụng ở Israel, mặc dù Các Tiểu vương quốc Ả Rập Thống nhất đã cấm công dân và máy bay của mình vào Israel. Các hạn chế đã được thắt chặt đối với việc nhập cảnh của công dân Israel sau vụ ám sát Mahbouh ở Dubai, nguyên nhân do tình báo Israel đổ lỗi. Năm 2012, Qantas hợp tác với Emirates, trong một thỏa thuận liên quan đến các chuyến bay của Qantas dừng lại ở Dubai trên các chuyến bay Úc-Châu Âu. Các mối quan tâm đã được đặt ra về việc các hạn chế đi lại của UAE sẽ ảnh hưởng như thế nào đến hành khách của Qantas, những người mang quốc tịch Israel hoặc đi du lịch bằng hộ chiếu Israel, chẳng hạn, nếu những hành khách này phải ở lại qua đêm ở Dubai để nối chuyến. Qantas đã hủy bỏ thỏa thuận vào năm 2018.
Tuy nhiên, có những người nước ngoài gốc Do Thái ở Các Tiểu vương quốc Ả Rập Thống nhất, và có những người Israel mang hai quốc tịch sống, đến thăm và làm việc tại UAE với tư cách là công dân của các quốc gia khác. Một số công ty của Israel tiến hành kinh doanh tại Các Tiểu vương quốc Ả Rập Thống nhất một cách gián tiếp thông qua các bên thứ ba.
Vào tháng 6 năm 2020, Hãng hàng không Etihad của Các Tiểu vương quốc Ả Rập Thống nhất hạ cánh xuống Sân bay Ben Gurion, mang theo một chuyến hàng vật tư y tế để hỗ trợ người Palestine trong đại dịch COVID-19. Cuối tháng đó, Israel tuyên bố hợp tác với UAE để hợp tác quản lý đại dịch COVID-19 ở các quốc gia tương ứng của họ.